# Llantwit Major
Llantwit Major (en anglais) ou Llanilltud Fawr (en gallois) est une petite ville du sud du pays de Galles, dans le Val de Glamorgan, au bord du canal de Bristol.

## Origine
Le nom vient du saint breton (de l’île de Bretagne) Illtud, devenu Ildud en breton, qui y fonda,  vers le VIe siècle, un monastère où furent formés les grands saint bretons et particulièrement les cadres de l’émigration bretonne vers l’Armorique. Illtud est considéré comme le père fondateur du christianisme celtique.
Sont connus pour avoir fréquentés les lieux :
- le Breton et Irlandais saint Patrick
- les Cornouaillais Petroc (qui fonda Padstow en Cornouailles),  Nectan, Morwenna (qui fonda Morwenstow en Cornouailles), Piran le saint patron de la Cornouailles britannique ;
- les futurs armoricains Paul Aurélien, Samson, Gildas, Tudwal ou Tugdual ;
- le saint patron du pays de Galles David
- le roi Maelgwn de Gwynedd.

Certains l’appellent « la plus vieille université du monde ».
Les moines bretons donnèrent le nom de leur monastère au lieu de leur implantation armoricaine. Voir Lanildut.
Un autre monastère, Ynis Byr, sera créé par Illtud, plus à l'ouest, dans le royaume de Deheubarth.

## Culture et patrimoine
- Église du XIIe siècle dédiée à saint Illtud, sur le site du monastère originel
- Mairie du XVe siècle,
- Château de Saint Donat dont les fondations datent du XIIe siècle, aujourd’hui pensionnat international.

Llantwit Major est jumelée avec la ville bretonne du Pouliguen.

## Vues de la ville

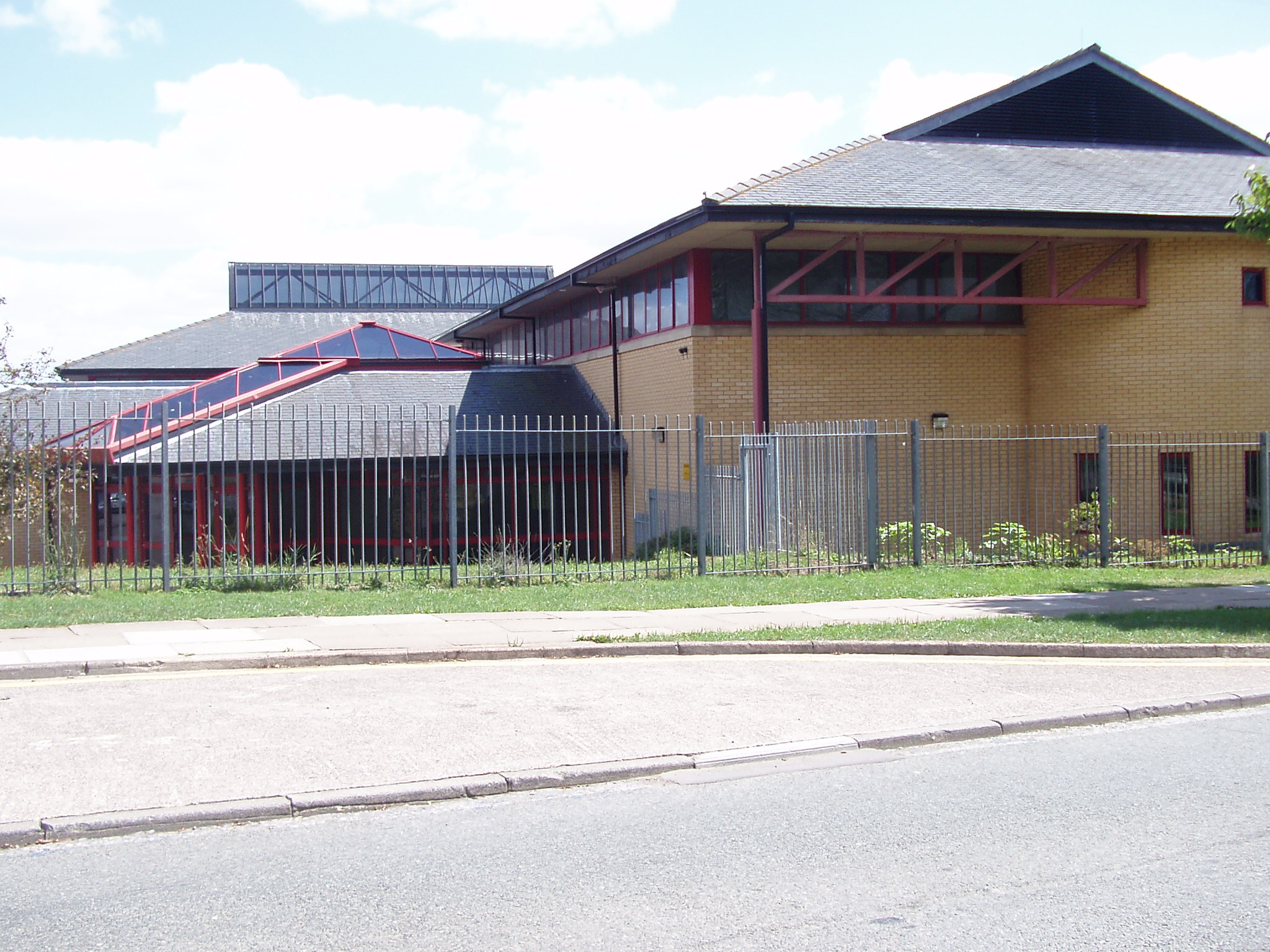
L'école polyvalente de Llantwit Major.
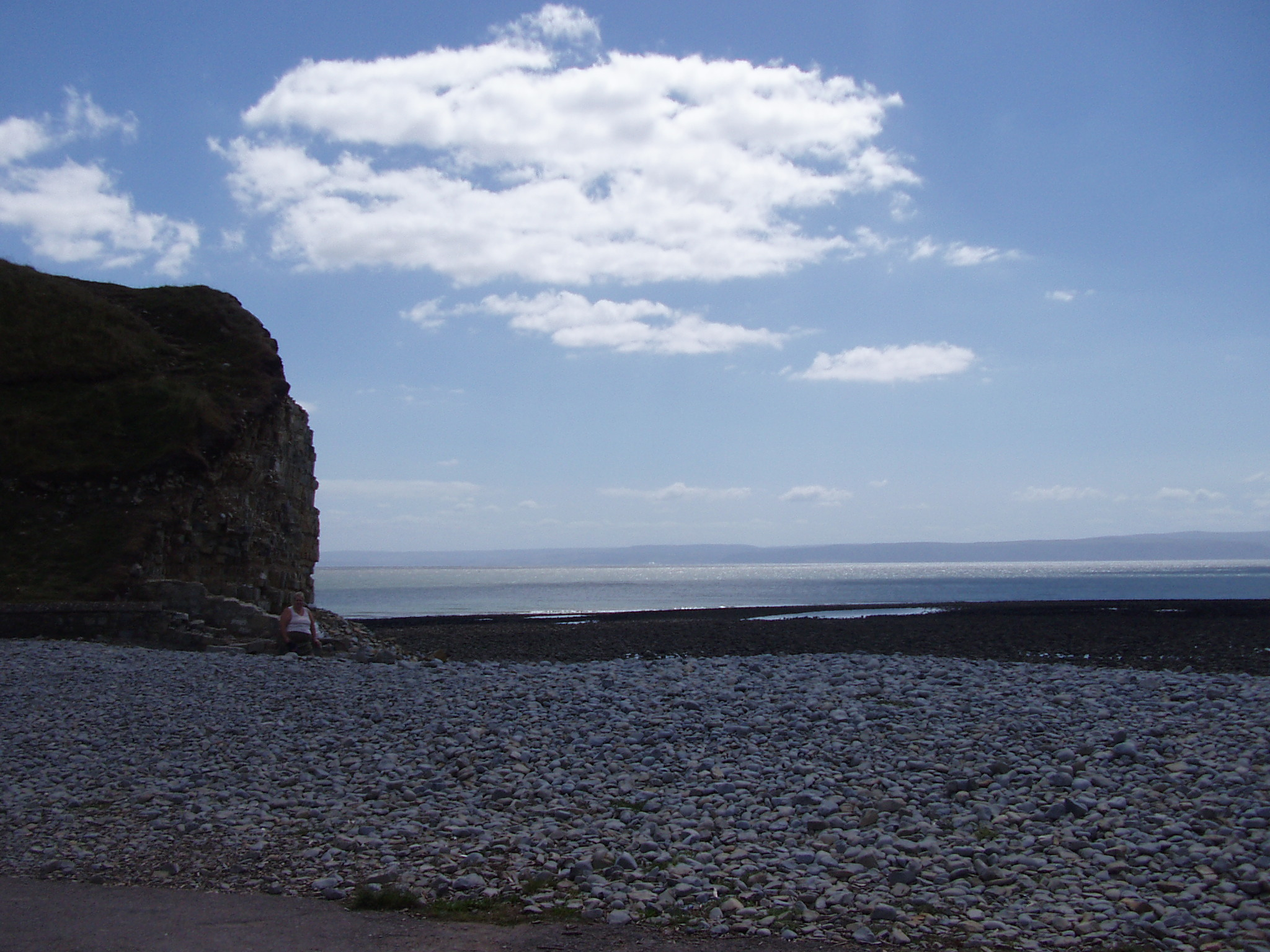
Plage de Llantwit Major surplombant le canal de Bristol dans le Val de Glamorgan.
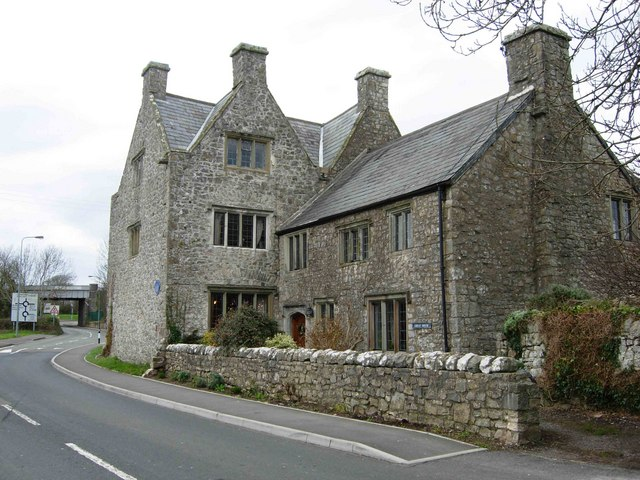
La Grande Maison, ou Ty Mawr en gallois (fin du XVe siècle avec ajouts du XVIIe) associée à la famille Nicholl, éminente noblesse terrienne locale.
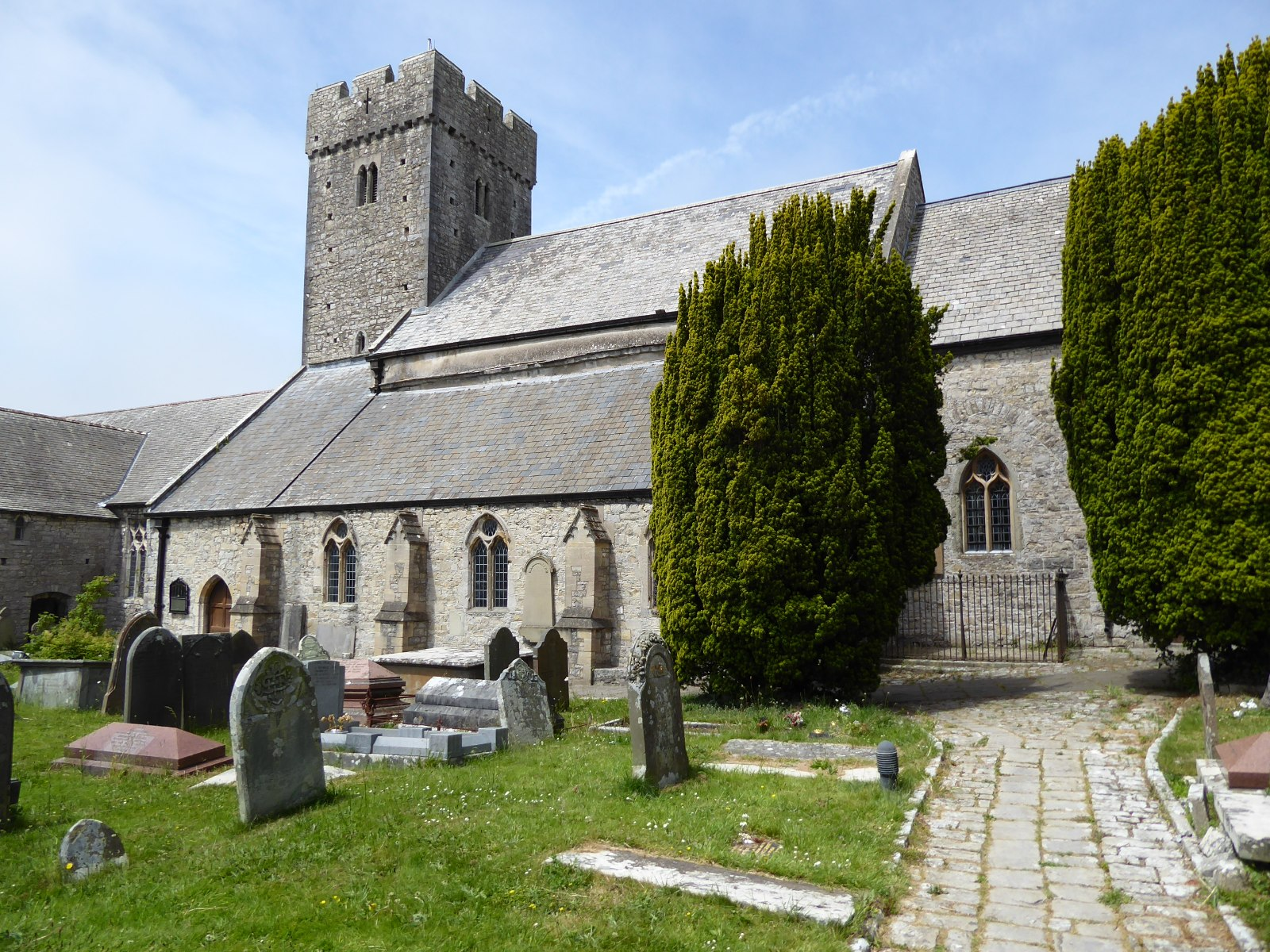
L'église anglicane Saint-Illtud.
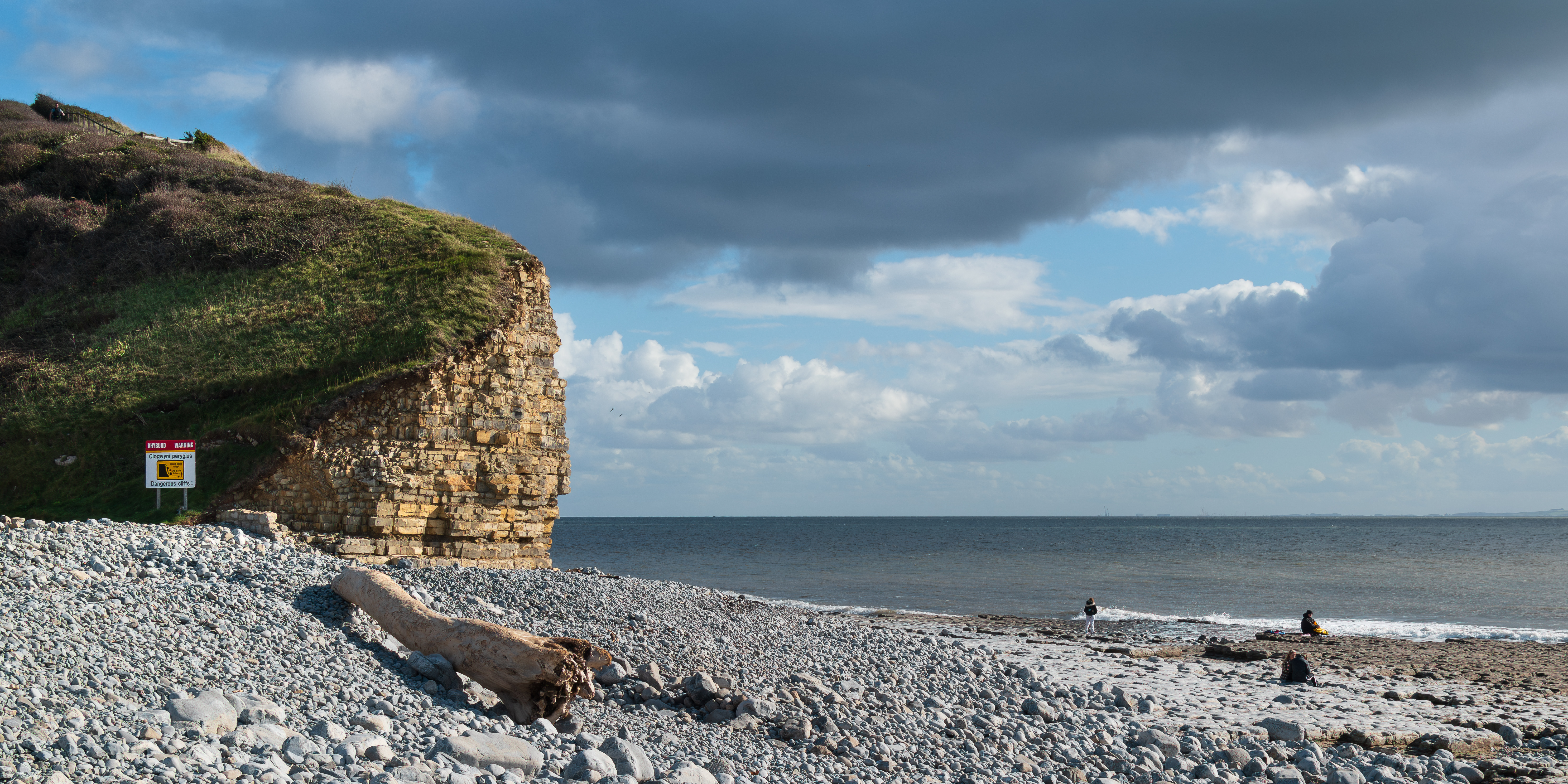
La plage de Llantwit Major, avec des falaises caractéristiques de l'époque géologique du Blue Lias (en) (voir Jurassique inférieur), dans une atmosphère tempétueuse. La mer a déposé un tronc d'arbre sur les galets. Octobre 2023.